# كأس الأمير 2005–06
كأس أمير الكويت لموسم 2006/2005  هي النسخة 43 من بطولة كأس الأمير التي فاز بها نادي العربي.
أقيمت المباراة النهائية في يوم الثلاثاء 23 مايو 2006، و استطاع نادي العربي الفوز على نادي القادسية بالمباراة بنتيجة 2-0 سجلها كل من اللاعب محمد جراغ في الدقيقة 76، وسجل اللاعب أحمد مطر الهدف الثاني في الدقيقة 94. وحصل نادي العربي على اللقب الرابع عشر في تاريخه.